# Kaple svaté Anny (Osenice)
Římskokatolická kaple svaté Anny Osenicích je drobná hřbitovní sakrální stavba.

## Popis
Hřbitovní kaple byla postavena v roce 1855. V ní se nachází drobná barokní řezba sv. Anny Samotřetí z poloviny 18. století a náhrobník z roku 1573.

## Okolí kaple
Při cestě k Dětenicím se nachází reliéf sv. Salvatora chrudimského s procesním oltáříkem z roku 1713. Od 3. května 1958 je toto sochařské dílo chráněno jako kulturní památka České republiky. Jedná se o dílo snad pocházející z Brokoffova okruhu.